# Wieluń (gemeente)

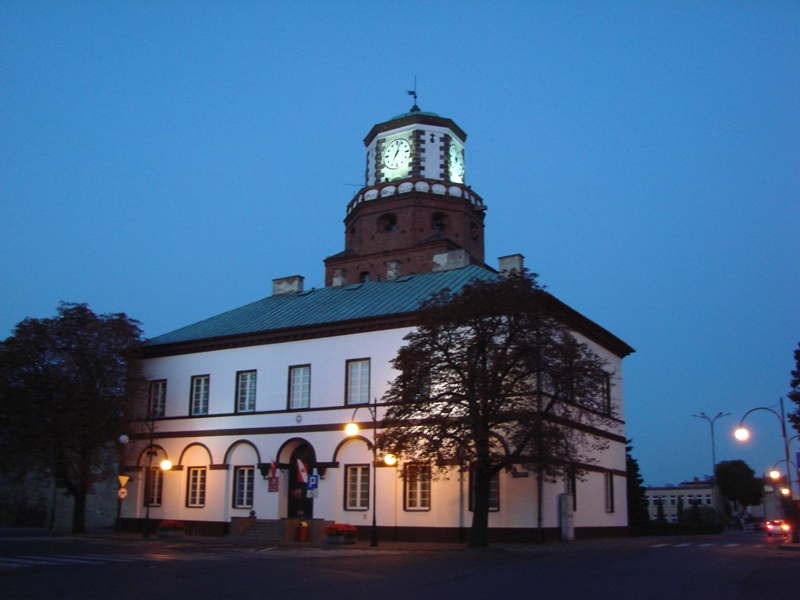
Raadhuis van Wieluń

De gemeente Wieluń is een stad- en landgemeente in het Poolse woiwodschap Łódź, in powiat Wieluński.
De stad Wieluń is de zetel van de gemeente en powiat.
Op 30 juni 2004 telde de gemeente 32.969 inwoners.

## Oppervlakte gegevens
In 2002 bedroeg de totale oppervlakte van gemeente Wieluń 131,2 km², waarvan:
- agrarisch gebied: 74%
- bossen: 14%

De gemeente beslaat 14,14% van de totale oppervlakte van de powiat.

## Demografie
Stand op 30 juni 2004:
| Omschrijving                   | Totaal | Totaal | Vrouwen | Vrouwen | Mannen | Mannen |
| ------------------------------ | ------ | ------ | ------- | ------- | ------ | ------ |
| eenheid                        | aantal | %      | aantal  | %       | aantal | %      |
| inwoners                       | 32.969 | 100    | 17 244  | 52,3    | 15.725 | 47,7   |
| bevolkingsdichtheid (inw./km²) | 251,3  | 251,3  | 131,4   | 131,4   | 119,9  | 119,9  |

In 2002 bedroeg het gemiddelde inkomen per inwoner 1181,25 zł.

## Administratieve plaatsen (sołectwo)
Bieniądzice, Borowiec, Dąbrowa, Gaszyn, Jodłowiec, Kadłub, Kurów, Małyszyn, Masłowice, Niedzielsko, Nowy Świat, Olewin, Ruda, Rychłowice, Sieniec, Srebrnica, Starzenice, Turów, Urbanice, Widoradz.

## Overige plaatsen
Berlinek, Błonie, Bugaj, Chodaki, Chrusty, Grodzisko, Gryfówek, Józefów, Karbanów, Kazimierz, Kijak, Klusiny, Kolonia Dąbrowska, Krajków, Krzyżówka, Ludwina, Łęg, Małyszynek, Mokrosze, Murowaniec, Osice, Piaski, Podszubienice, Porąbki, Pustkowie, Śliwa, Widoradz Dolny, Widoradz Górny, Wydmuchowie, Zwiechy, Źródła.

## Aangrenzende gemeenten
Biała, Czarnożyły, Mokrsko, Osjaków, Ostrówek, Pątnów, Skomlin, Wierzchlas